# Thaltej
Thaltej è una suddivisione dell'India, classificata come census town, di 42.699 abitanti, situata nel distretto di Ahmedabad, nello stato federato del Gujarat. In base al numero di abitanti la città rientra nella classe III (da 20.000 a 49.999 persone).

## Geografia fisica
La città è situata a 23° 04' 03 N e 72° 30' 44 E.

## Società

### Evoluzione demografica
Al censimento del 2001 la popolazione di Thaltej assommava a 42.699 persone, delle quali 22.565 maschi e 20.134 femmine. I bambini di età inferiore o uguale ai sei anni assommavano a 4.426, dei quali 2.556 maschi e 1.870 femmine. Infine, coloro che erano in grado di saper almeno leggere e scrivere erano 34.329, dei quali 18.883 maschi e 15.446 femmine.